# Gastrotheca gracilis
Gastrotheca gracilis es una especie de anfibios de la familia Amphignathodontidae.
Habita en Argentina y posiblemente Bolivia.
Su hábitat natural incluye bosques bajos y secos y marismas intermitentes de agua dulce.
Está amenazada de extinción por la pérdida de su hábitat natural.